# Colegiul Național „Mihai Eminescu” din Satu Mare
Colegiul Național „Mihai Eminescu” din Satu Mare (inițial colegiu iezuit) este una din cele mai vechi instituții de învățământ din Satu Mare, liceu fondat în anul 1639 de împăratul Ferdinand al III-lea.

## Istoric
Primii iezuiți s-au așezat în oraș în anul 1634, după ce în secolul anterior stăpânirea cetății Sătmarului a fost disputată între Sfântul Imperiu Roman și Principatul Transilvaniei. Mediator în litigiul respectiv a fost diplomatul Antonio Possevino, care a reușit înființarea primului colegiu iezuit din Transilvania, însă la Cluj. Decretul privind înființarea colegiului sătmărean a fost semnat de împăratul Ferdinand al III-lea în anul 1639.
Colegiul sătmărean a funcționat neîntrerupt până la desființarea temporară a ordinului iezuit în anul 1773. În anul 1804, odată cu înființarea Diecezei de Satu Mare, colegiul a devenit liceu episcopal.

## Profesori
Între 1878-1885 preotul Vasile Lucaciu a fost profesor de limba română la acest liceu. În perioada Belle Époque profesor de desen la acest liceu a fost pictorul Aurel Popp.

## Elevi
- János Scheffler (1887-1952), episcop de Satu Mare, deținut politic
- Simona Pop (n. 1988), campioană olimpică